# Cmentarz La Chacarita
Cmentarz Chacarita (hisp. Cementerio de la Chacarita) w Buenos Aires, Argentyna jest także znany jako Cmentarz Narodowy. Powstał w 1871 roku podczas epidemii żółtej febry. Zajmuje obszar 95 ha. 
Wśród pochowanych są m.in. Carlos Gardel, Juan D'Arienzo, Enrique Cadicamo, Hans Langsdorff, Ángel Labruna, Alfonsina Storni, Wołodymyr Karanowycz.